# Seznam nejproduktivnějších Evropanů v NHL

Znak NHL

Toto je seznam sta evropských ledních hokejistů, kteří získali nejvíce kanadských bodů během svého angažmá v základní části severoamerické NHL (do statistiky produktivity se tradičně nezapočítávají body dosažené ve vyřazovací části, tedy Stanley Cupu). K lednu 2024 si NHL zahrálo 407 Švédů, 289 Rusů, 258 Finů, 255 Čechů, 93 Slováků, 47 Švýcarů, 44 Němců, 40 Britů, 27 Lotyšů, 19 Italů, 18 Bělorusů, 17 Dánů, 17 Rakušanů, 12 Francouzů, 10 Kazachů, 8 Ukrajinců, 8 Norů, 4 Nizozemci, 2 Chorvati, 3 Slovinci, 3 Poláci, 1 Litevec, 1 Ir a 1 Maďar. Do první stovky nejproduktivnějších Evropanů se k dubnu 2025 probojovalo 28 Švédů, 22 Čechů, 20 Rusů, 12 Finů, 10 Slováků, 1 Slovinec, 1 Němec, 1 Rakušan, 1 Švýcar, 1 Nor, 1 Ukrajinec, 1 Litevec a 1 Lotyš.  Bodově byli nejúspěšnější Švédové (55 373 k 26. lednu 2024), následovaní Rusy, Čechy, Finy a Slováky. 
Data v níže uvedené tabulce jsou aktualizována k 18. dubnu 2025 (konec základní části sezóny 2024/25). Stále aktivní hráči jsou tučně.

## Základní část
| Pořadí | Obrázek | Jméno hráče        | Stát      | Počet bodů | Kluby, za které hrál v NHL |
| ------ | ------- | ------------------ | --------- | ---------- | --- |
| 1.     |         | Jaromír Jágr       | Česko     | 1921       | - Pittsburgh Penguins - Washington Capitals - New York Rangers - Philadelphia Flyers - Dallas Stars - Boston Bruins - New Jersey Devils - Florida Panthers - Calgary Flames                     |
| 2.     |         | Alexandr Ovečkin   | Rusko     | 1623       | - Washington Capitals |
| 3.     |         | Teemu Selänne      | Finsko    | 1457       | - Winnipeg Jets - Anaheim Ducks - San Jose Sharks - Colorado Avalanche |
| 4.     |         | Jari Kurri         | Finsko    | 1398       | - Edmonton Oilers - Los Angeles Kings - New York Rangers - Mighty Ducks of Anaheim - Colorado Avalanche                                                                                         |
| 5.     |         | Mats Sundin        | Švédsko   | 1349       | - Quebec Nordiques - Toronto Maple Leafs - Vancouver Canucks |
| 6.     |         | Jevgenij Malkin    | Rusko     | 1345       | - Pittsburgh Penguins |
| 7.     |         | Anže Kopitar       | Slovinsko | 1278       | - Los Angeles Kings |
| 8.     |         | Peter Šťastný      | Slovensko | 1239       | - Quebec Nordiques - New Jersey Devils - St. Louis Blues |
| 9.     |         | Sergej Fjodorov    | Rusko     | 1179       | - Detroit Red Wings - Mighty Ducks of Anaheim - Columbus Blue Jackets - Washington Capitals |
| 10.    |         | Daniel Alfredsson  | Švédsko   | 1157       | - Ottawa Senators - Detroit Red Wings |
| 11.    |         | Nicklas Lidström   | Švédsko   | 1142       | - Detroit Red Wings |
| 12.    |         | Marián Hossa       | Slovensko | 1134       | - Ottawa Senators - Atlanta Thrashers - Pittsburgh Penguins - Detroit Red Wings - Chicago Blackhawks                                                                                            |
| 13.    |         | Henrik Sedin       | Švédsko   | 1071       | - Vancouver Canucks |
| 14.    |         | Daniel Sedin       | Švédsko   | 1041       | - Vancouver Canucks |
| 15.    |         | Nicklas Bäckström  | Švédsko   | 1033       | - Washington Capitals |
| 16.    |         | Alexandr Mogilnyj  | Rusko     | 1032       | - Buffalo Sabres - Vancouver Canucks - New Jersey Devils - Toronto Maple Leafs |
| 17.    |         | Alexej Kovaljov    | Rusko     | 1029       | - New York Rangers - Pittsburgh Penguins - Montreal Canadiens - Ottawa Senators - Florida Panthers                                                                                              |
| 18.    |         | Patrik Eliáš       | Česko     | 1025       | - New Jersey Devils |
| 19.    |         | Nikita Kučerov     | Rusko     | 994        | - Tampa Bay Lightning |
| 20.    |         | Henrik Zetterberg  | Švédsko   | 960        | - Detroit Red Wings |
| 21.    |         | Leon Draisaitl     | Německo   | 958        | - Edmonton Oilers |
| 22.    |         | Pavel Dacjuk       | Rusko     | 917        | - Detroit Red Wings |
| 23.    |         | Peter Bondra       | Slovensko | 892        | - Washington Capitals - Ottawa Senators - Atlanta Thrashers - Chicago Blackhawks |
| 24.    |         | Peter Forsberg     | Švédsko   | 885        | - Quebec Nordiques - Colorado Avalanche - Philadelphia Flyers - Nashville Predators |
| 25.    |         | Ilja Kovalčuk      | Rusko     | 875        | - Atlanta Thrashers - New Jersey Devils - Los Angeles Kings - Montreal Canadiens - Washington Capitals                                                                                          |
| 26.    |         | Erik Karlsson      | Švédsko   | 872        | - Ottawa Senators - San Jose Sharks |
| 27.    |         | Markus Näslund     | Švédsko   | 869        | - Pittsburgh Penguins - Vancouver Canucks - New York Rangers |
| 28.    |         | Artěmij Panarin    | Rusko     | 868        | - New York Rangers - Chicago Blackhawks - Columbus Blue Jackets |
| 29.    |         | Tomas Sandström    | Švédsko   | 856        | - New York Rangers - Los Angeles Kings - Pittsburgh Penguins - Detroit Red Wings - Mighty Ducks of Anaheim                                                                                      |
| 30.    |         | Vjačeslav Kozlov   | Rusko     | 853        | - Detroit Red Wings - Buffalo Sabres - Atlanta Thrashers |
| 31.    |         | David Pastrňák     | Česko     | 833        | - Boston Bruins |
| 32.    |         | Saku Koivu         | Finsko    | 832        | - Montreal Canadiens - Anaheim Ducks |
| 33.    |         | Thomas Steen       | Švédsko   | 817        | - Winnipeg Jets |
| 34.    |         | Marián Gáborík     | Slovensko | 815        | - Minnesota Wild - New York Rangers - Columbus Blue Jackets - Los Angeles Kings - Ottawa Senators                                                                                               |
| 35.    |         | Jakub Voráček      | Česko     | 806        | - Arizona Coyotes - Columbus Blue Jackets - Philadelphia Flyers |
| 36.    |         | Milan Hejduk       | Česko     | 805        | - Colorado Avalanche |
| 37.    |         | Sergej Gončar      | Rusko     | 797        | - Washington Capitals - Boston Bruins - Pittsburgh Penguins - Ottawa Senators - Dallas Stars - Montreal Canadiens                                                                               |
| 38.    |         | Victor Hedman      | Švédsko   | 797        | - Tampa Bay Lightning |
| 39.    |         | Thomas Vanek       | Rakousko  | 788        | - Buffalo Sabres - New York Islanders - Montreal Canadiens - Minnesota Wild - Detroit Red Wings - Florida Panthers - Vancouver Canucks - Columbus Blue Jackets                                  |
| 40.    |         | Börje Salming      | Švédsko   | 787        | - Toronto Maple Leafs - Detroit Red Wings |
| 41.    |         | David Krejčí       | Česko     | 786        | - Boston Bruins |
| 42.    |         | Alexej Jašin       | Rusko     | 781        | - Ottawa Senators - New York Islanders |
| 43.    |         | Aleksander Barkov  | Finsko    | 781        | - Florida Panthers |
| 44.    |         | Pavel Bure         | Rusko     | 779        | - Vancouver Canucks - Florida Panthers - New York Rangers |
| 45.    |         | Sergej Zubov       | Rusko     | 771        | - New York Rangers - Pittsburgh Penguins - Dallas Stars |
| 46.    |         | Pavol Demitra      | Slovensko | 768        | - Ottawa Senators - St. Louis Blues - Los Angeles Kings - Minnesota Wild - Vancouver Canucks |
| 47.    |         | Václav Prospal     | Česko     | 765        | - Philadelphia Flyers - Ottawa Senators - Florida Panthers - Tampa Bay Lightning - Mighty Ducks of Anaheim - New York Rangers - Columbus Blue Jackets                                           |
| 48.    |         | Olli Jokinen       | Finsko    | 750        | - Los Angeles Kings - New York Islanders - Florida Panthers - Phoenix Coyotes - Calgary Flames - New York Rangers - Winnipeg Jets - Nashville Predators - Toronto Maple Leafs - St. Louis Blues |
| 49.    |         | Bobby Holík        | Česko     | 747        | - Hartford Whalers - New Jersey Devils - New York Rangers - Atlanta Thrashers |
| 50.    |         | Mika Zibanejad     | Švédsko   | 739        | - New York Rangers - Ottawa Senators |
| 51.    |         | Miroslav Šatan     | Slovensko | 735        | - Edmonton Oilers - Buffalo Sabres - New York Islanders - Pittsburgh Penguins - Boston Bruins                                                                                                   |
| 52.    |         | Roman Josi         | Švýcarsko | 724        | - Nashville Predators |
| 53.    |         | Petr Sýkora        | Česko     | 721        | - New Jersey Devils - Mighty Ducks of Anaheim - New York Rangers - Edmonton Oilers - Pittsburgh Penguins - Minnesota Wild                                                                       |
| 54.    |         | Alexej Žamnov      | Rusko     | 719        | - Winnipeg Jets - Chicago Blackhawks - Philadelphia Flyers - Boston Bruins |
| 55.    |         | Petr Nedvěd        | Česko     | 717        | - Vancouver Canucks - St. Louis Blues - New York Rangers - Pittsburgh Penguins - Edmonton Oilers - Phoenix Coyotes - Philadelphia Flyers                                                        |
| 56.    |         | Martin Straka      | Česko     | 717        | - Pittsburgh Penguins - Ottawa Senators - New York Islanders - Florida Panthers - Los Angeles Kings - New York Rangers                                                                          |
| 57.    |         | Žigmund Pálfy      | Slovensko | 713        | - New York Islanders - Los Angeles Kings - Pittsburgh Penguins |
| 58.    |         | Mikko Koivu        | Finsko    | 712        | - Minnesota Wild - Columbus Blue Jackets |
| 59.    |         | Mikko Rantanen     | Finsko    | 707        | - Colorado Avalanche |
| 60.    |         | Robert Lang        | Česko     | 703        | - Los Angeles Kings - Boston Bruins - Pittsburgh Penguins - Washington Capitals - Detroit Red Wings - Chicago Blackhawks - Montreal Canadiens - Phoenix Coyotes                                 |
| 61.    |         | Mats Zuccarello    | Norsko    | 689        | - Minnesota Wild - New York Rangers - Dallas Stars |
| 62.    |         | Kent Nilsson       | Švédsko   | 686        | - Winnipeg Jets - Atlanta Flames - Calgary Flames - Minnesota North Stars - Edmonton Oilers |
| 63.    |         | Filip Forsberg     | Švédsko   | 684        | - Nashville Predators |
| 64.    |         | Zdeno Chára        | Slovensko | 680        | - New York Islanders - Ottawa Senators - Boston Bruins - Washington Capitals |
| 65.    |         | Michael Nylander   | Švédsko   | 679        | - Hartford Whalers - Calgary Flames - Tampa Bay Lightning - Chicago Blackhawks - Washington Capitals - Boston Bruins - New York Rangers                                                         |
| 66.    |         | Jozef Stümpel      | Slovensko | 677        | - Florida Panthers - Los Angeles Kings - Boston Bruins |
| 67.    |         | Vladimir Tarasenko | Rusko     | 661        | - Ottawa Senators - St. Louis Blues - New York Rangers |
| 68.    |         | Ulf Dahlén         | Švédsko   | 655        | - New York Rangers - Minnesota North Stars - Dallas Stars - San Jose Sharks - Chicago Blackhawks - Washington Capitals                                                                          |
| 69.    |         | Igor Larionov      | Rusko     | 644        | - Vancouver Canucks - San Jose Sharks - Detroit Red Wings - Florida Panthers - New Jersey Devils                                                                                                |
| 70.    |         | Roman Hamrlík      | Česko     | 638        | - Tampa Bay Lightning - Edmonton Oilers - New York Islanders - Calgary Flames - Montreal Canadiens - Washington Capitals - New York Rangers                                                     |
| 71.    |         | Teppo Numminen     | Finsko    | 637        | - Winnipeg Jets - Phoenix Coyotes - Dallas Stars - Buffalo Sabres |
| 72.    |         | Anton Šťastný      | Slovensko | 636        | - Quebec Nordiques |
| 73.    |         | Mats Näslund       | Švédsko   | 634        | - Montreal Canadiens - Boston Bruins |
| 74.    |         | Sebastian Aho      | Finsko    | 630        | - Carolina Hurricanes |
| 75.    |         | Robert Reichel     | Česko     | 630        | - Calgary Flames - New York Islanders - Phoenix Coyotes - Toronto Maple Leafs |
| 76.    |         | Esa Tikkanen       | Finsko    | 630        | - Edmonton Oilers - New York Rangers - St. Louis Blues - New Jersey Devils - Vancouver Canucks - Florida Panthers - Washington Capitals                                                         |
| 77.    |         | Radim Vrbata       | Česko     | 623        | - Colorado Avalanche - Carolina Hurricanes - Chicago Blackhawks - Arizona Coyotes - Tampa Bay Lightning - Vancouver Canucks - Florida Panthers                                                  |
| 78.    |         | Alexander Steen    | Švédsko   | 622        | - Toronto Maple Leafs - St. Louis Blues |
| 79.    |         | William Nylander   | Švédsko   | 613        | - Toronto Maple Leafs |
| 80.    |         | Loui Eriksson      | Švédsko   | 613        | - Dallas Stars - Boston Bruins - Vancouver Canucks - Arizona Coyotes |
| 81.    |         | Martin Ručínský    | Česko     | 612        | - Edmonton Oilers - Quebec Nordiques - Colorado Avalanche - Montreal Canadiens - Dallas Stars - New York Rangers - St. Louis Blues - Vancouver Canucks                                          |
| 82.    |         | Tomáš Plekanec     | Česko     | 608        | - Montreal Canadiens - Toronto Maple Leafs |
| 83.    |         | Mikael Granlund    | Finsko    | 608        | - Minnesota Wild - Nashville Predators - Pittsburgh Penguins - San Jose Sharks |
| 84.    |         | Elias Lindholm     | Švédsko   | 605        | - Carolina Hurricanes - Calgary Flames - Vancouver Canucks |
| 85.    |         | Michal Pivoňka     | Česko     | 599        | - Washington Capitals |
| 86.    |         | Dmytro Chrystyč    | Ukrajina  | 596        | - Toronto Maple Leafs - Boston Bruins - Los Angeles Kings - Washington Capitals |
| 87.    |         | Martin Havlát      | Česko     | 594        | - Ottawa Senators - Chicago Blackhawks - Minnesota Wild - San Jose Sharks - New Jersey Devils - St. Louis Blues                                                                                 |
| 88.    |         | Thomas Gradin      | Švédsko   | 593        | - Vancouver Canucks - Boston Bruins |
| 89.    |         | Radek Dvořák       | Česko     | 590        | - Florida Panthers - New York Rangers - Edmonton Oilers - St. Louis Blues - Atlanta Thrashers - Dallas Stars - Anaheim Ducks - Carolina Hurricanes                                              |
| 90.    |         | Dainius Zubrus     | Litva     | 590        | - Philadelphia Flyers - Montreal Canadiens - Washington Capitals - Buffalo Sabres - New Jersey Devils - San Jose Sharks                                                                         |
| 91.    |         | Patrik Sundström   | Švédsko   | 588        | - Vancouver Canucks - New Jersey Devils |
| 92.    |         | Fredrik Olausson   | Švédsko   | 581        | - Winnipeg Jets - Edmonton Oilers - Mighty Ducks of Anaheim - Pittsburgh Penguins - Detroit Red Wings                                                                                           |
| 93.    |         | Jevgenij Kuzněcov  | Rusko     | 576        | - Washington Capitals |
| 94.    |         | Petr Klíma         | Česko     | 573        | - Detroit Red Wings - Edmonton Oilers - Tampa Bay Lightning - Los Angeles Kings - Pittsburgh Penguins                                                                                           |
| 95.    |         | Gabriel Landeskog  | Švédsko   | 572        | - Colorado Avalanche |
| 96.    |         | Aleš Hemský        | Česko     | 572        | - Edmonton Oilers - Ottawa Senators - Dallas Stars - Montreal Canadiens |
| 97.    |         | Andrej Markov      | Rusko     | 572        | - Montreal Canadiens |
| 98.    |         | Sergej Samsonov    | Rusko     | 571        | - Boston Bruins - Edmonton Oilers - Montreal Canadiens - Chicago Blackhawks - Carolina Hurricanes - Florida Panthers                                                                            |
| 99.    |         | Kimmo Timonen      | Finsko    | 571        | - Nashville Predators - Philadelphia Flyers - Chicago Blackhawks |
| 100.   |         | Sandis Ozoliņš     | Lotyšsko  | 564        | - San Jose Sharks - Colorado Avalanche - Carolina Hurricanes - Florida Panthers - Mighty Ducks of Anaheim - New York Rangers                                                                    |

Z aktivních evropských hokejistů působících v NHL mají do první stovky nejblíže: Mikael Backlund (562), Tomáš Hertl (549), Gustav Nyquist (528), Rickard Rakell (519), Nikolaj Ehlers (519), Marcus Johansson (517), Teuvo Teräväinen (514), Ondřej Palát (505), Oliver Ekman-Larsson (500), Tomáš Tatar (497), Kevin Fiala (488) a Nino Niederreiter (478).
Z již neaktivních hráčů zůstali těsně před branami stovky Jussi Jokinen (563), Tomáš Kaberle (563), Bengt-Åke Gustafsson (555), Martin Erat (545), Patric Hörnqvist (544), Viktor Kozlov (537), Calle Johansson (535), Tomas Holmström (530), Valtteri Filppula (530), Alexandr Sjomin (517), Jere Lehtinen (514), Bob Nystrom (513), Valerij Kamenskij (501), Radek Bonk (497), Ľubomír Višňovský (495), Marco Sturm (487), Michal Handzuš (483), Frans Nielsen (473) nebo Alexej Žitnik (471).

## Play-off
Ve vyřazovací části (Stanleyově poháru) jsou z evropských hokejistů nejproduktivnější v historii NHL tito hráči (aktualizováno ke konci ročníku 2023/24):

| Pořadí | Jméno hráče        | Stát      | Body |
| ------ | ------------------ | --------- | ---- |
| 1.     | Jari Kurri         | Finsko    | 233  |
| 2.     | Jaromír Jágr       | Česko     | 201  |
| 3.     | Nicklas Lidström   | Švédsko   | 183  |
| 4.     | Jevgenij Malkin    | Rusko     | 180  |
| 5.     | Sergej Fjodorov    | Rusko     | 176  |
| 6.     | Peter Forsberg     | Švédsko   | 171  |
| 7.     | Nikita Kučerov     | Rusko     | 170  |
| 8.     | Marián Hossa       | Slovensko | 149  |
| 9.     | Alexandr Ovečkin   | Rusko     | 147  |
| 10.    | Leon Draisaitl     | Německo   | 142  |
| 11.    | Esa Tikkanen       | Finsko    | 132  |
| 12.    | David Krejčí       | Česko     | 128  |
| 13.    | Patrik Eliáš       | Česko     | 125  |
| 14.    | Mikko Rantanen     | Finsko    | 121  |
| 15.    | Henrik Zetterberg  | Švédsko   | 120  |
| 16.    | Victor Hedman      | Švédsko   | 120  |
| 17.    | Sergej Zubov       | Rusko     | 117  |
| 18.    | Nicklas Bäckström  | Švédsko   | 114  |
| 19.    | Pavel Dacjuk       | Rusko     | 113  |
| 20.    | Peter Šťastný      | Slovensko | 105  |
| 21.    | Ondřej Palát       | Česko     | 103  |
| 22.    | Daniel Alfredsson  | Švédsko   | 100  |
| 23.    | Alexej Kovaljov    | Rusko     | 100  |
| 24.    | Tomas Holmström    | Švédsko   | 97   |
| 25.    | Igor Larionov      | Rusko     | 97   |
| 26.    | Mats Näslund       | Švédsko   | 92   |
| 27.    | Sandis Ozoliņš     | Lotyšsko  | 90   |
| 28.    | Sergej Gončar      | Rusko     | 90   |
| 29.    | Anže Kopitar       | Slovinsko | 89   |
| 30.    | Teemu Selänne      | Finsko    | 88   |
| 31.    | David Pastrňák     | Česko     | 87   |
| 32.    | Alexandr Mogilnyj  | Rusko     | 86   |
| 33.    | Valtteri Filppula  | Finsko    | 86   |
| 34.    | Sebastian Aho      | Finsko    | 85   |
| 35.    | Bob Nystrom        | Švédsko   | 83   |
| 36.    | Mats Sundin        | Švédsko   | 82   |
| 37.    | Johan Franzén      | Švédsko   | 81   |
| 38.    | Tomas Sandström    | Švédsko   | 81   |
| 39.    | Aleksander Barkov  | Finsko    | 81   |
| 40.    | Vjačeslav Kozlov   | Rusko     | 79   |
| 41.    | Henrik Sedin       | Švédsko   | 78   |
| 42.    | Milan Hejduk       | Česko     | 76   |
| 43.    | Petr Sýkora        | Česko     | 74   |
| 44.    | William Karlsson   | Švédsko   | 74   |
| 45.    | Vladimir Tarasenko | Rusko     | 73   |
| 46.    | Jevgenij Kuzněcov  | Rusko     | 73   |
| 47.    | Gabriel Landeskog  | Švédsko   | 72   |
| 48.    | Daniel Sedin       | Švédsko   | 71   |
| 49.    | Pavel Bure         | Rusko     | 70   |
| 50.    | Martin Straka      | Česko     | 70   |
| 51.    | Zdeno Chára        | Slovensko | 70   |
| 52.    | Roope Hintz        | Finsko    | 69   |
| 53.    | Miro Heiskanen     | Finsko    | 65   |
| 54.    | Mika Zibanejad     | Švédsko   | 62   |
| 53.    | Artěmij Panarin    | Rusko     | 61   |
| 54.    | Valerij Kamenskij  | Rusko     | 60   |
| 55.    | Mikael Samuelsson  | Švédsko   | 60   |
| 56.    | Pavol Demitra      | Slovensko | 59   |
| 57.    | Bobby Holík        | Česko     | 59   |
| 58.    | Saku Koivu         | Finsko    | 59   |
| 59.    | Filip Forsberg     | Švédsko   | 59   |
| 60.    | Marián Gáborík     | Slovensko | 58   |
| 61.    | Mats Zuccarello    | Norsko    | 58   |
| 62.    | Mattias Ekholm     | Švédsko   | 58   |
| 63.    | Stefan Persson     | Švédsko   | 57   |
| 64.    | Peter Bondra       | Slovensko | 56   |
| 65.    | William Nylander   | Švédsko   | 56   |
| 66.    | Michal Pivoňka     | Česko     | 55   |
| 67.    | Calle Johansson    | Švédsko   | 55   |
| 68.    | Patric Hörnqvist   | Švédsko   | 54   |
| 69.    | Håkan Loob         | Švédsko   | 54   |
| 70.    | Miroslav Šatan     | Slovensko | 54   |
| 71.    | Erik Karlsson      | Švédsko   | 54   |
| 72.    | Tomáš Plekanec     | Česko     | 53   |
| 73.    | Petr Klíma         | Česko     | 52   |
| 74.    | Martin Havlát      | Česko     | 52   |
| 75.    | Anton Šťastný      | Slovensko | 52   |
| 76.    | Kent Nilsson       | Švédsko   | 52   |
| 77.    | Carl Hagelin       | Švédsko   | 50   |
| 78.    | Teuvo Teräväinen   | Finsko    | 50   |
| 79.    | Lars Eller         | Dánsko    | 50   |
| 80.    | Jere Lehtinen      | Finsko    | 49   |
| 81.    | Börje Salming      | Švédsko   | 49   |
| 82.    | Petr Svoboda       | Česko     | 49   |
| 83.    | Tomáš Hertl        | Česko     | 48   |
| 84.    | Andrej Svečnikov   | Rusko     | 48   |
| 85.    | Alexandr Radulov   | Rusko     | 48   |
| 86.    | Artturi Lehkonen   | Finsko    | 47   |
| 87.    | André Burakovsky   | Švédsko   | 47   |
| 88.    | Sergej Samsonov    | Rusko     | 47   |
| 89.    | Marcus Johansson   | Švédsko   | 47   |
| 90.    | Reijo Ruotsalainen | Finsko    | 47   |
| 91.    | Niklas Kronwall    | Švédsko   | 47   |
| 92.    | Anders Hedberg     | Švédsko   | 46   |
| 93.    | Robert Lang        | Česko     | 46   |
| 94.    | Michal Handzuš     | Slovensko | 46   |
| 95.    | Per-Erik Eklund    | Švédsko   | 46   |
| 96.    | Jakob Silfverberg  | Švédsko   | 45   |
| 97.    | Anton Lundell      | Finsko    | 45   |
| 98.    | Roman Josi         | Švýcarsko | 45   |
| 99.    | Viktor Arvidsson   | Švédsko   | 44   |
| 100.   | Thomas Steen       | Švédsko   | 44   |
| 101.   | Jyrki Lumme        | Finsko    | 44   |

Z hráčů aktivních v NHL mají nejblíže k průniku do první stovky Nino Niederreiter (42), Mikael Granlund (42), John Klinberg (42), Dmitrij Orlov (41), Valerij Ničuškin (39), Erik Haula (37), Mattias Janmark (36), Martin Nečas (35), Eetu Luostarinen (34) a Michail Sergačjov (34).